# بام بام (ترانه کامیلا کبیو)
«بام بام» (انگلیسی: Bam Bam) ترانه‌ای از خواننده آمریکایی کوبایی‌تبار کامیلا کابلو است که با آواز خواننده و ترانه‌سرای انگلیسی، اد شیرن خوانده شده است. این آهنگ از طریق اپیک رکوردز به عنوان دومین تک‌آهنگ از سومین آلبوم استودیویی آینده کبیو، خانواده، در ۴ مارس ۲۰۲۲، یک روز پس از ۲۵ سالگی او منتشر شد. این آهنگ یک آهنگ پاپ و لاتین پاپ با الهام از مناطق گرمسیری است که دارای یک پیش کر و کر با سالسا و یک ترانه رگیتون است. این دومین همکاری بین کبیو و اد شیرن است، پس از تک آهنگ شیرن، «جنوب مرز»، که همچنین با حضور کاردی بی، رپر آمریکایی، از چهارمین آلبوم استودیویی شیرن، پروژه شماره ۶ همکاری (۲۰۱۹) است.

## جدول‌های موسیقی
| جدول (۲۰۲۲)                                     | بهترین جایگاه |
| ----------------------------------------------- | ------------- |
| آرژانتین (۱۰۰ آهنگ داغ آرژانتین)                | ۳۱            |
| استرالیا (ای‌آرآی‌ای)                             | ۱۱            |
| اتریش (او۳ تاپ ۴۰ اتریش)                        | ۷             |
| بلژیک (اولتراتاپ ۵۰ فلاندرز)                    | ۷             |
| بلژیک (اولتراتاپ ۵۰ والونی)                     | ۲             |
| بلغارستان (پروفون)                              | ۶             |
| کانادا (۱۰۰ تک‌آهنگ داغ کانادا)                  | ۴             |
| ای‌سی کانادا (بیلبورد)                           | ۲             |
| سی‌اچ‌آر/تاپ ۴۰ کانادا (بیلبورد)                  | ۲             |
| هات ای‌سی کانادا (بیلبورد)                       | ۴             |
| کرواسی (بیلبورد)                                | ۲۲            |
| جمهوری چک (۱۰۰ تک‌آهنگ دیجیتال برتر)             | ۳۵            |
| دانمارک (ترک‌لیسن)                               | ۱۱            |
| السالوادور (دیده‌بان لاتین)                      | ۲۰            |
| فنلاند (جدول‌های رسمی فنلاند)                    | ۲۰            |
| فرانسه (اس‌ان‌ئی‌پی)                               | ۷             |
| آلمان (جدول‌های رسمی آلمان)                      | ۱۲            |
| ۲۰۰ آهنگ جهانی (بیلبورد)                        | ۵             |
| بین‌المللی یونان (آی‌اف‌پی‌آی)                      | ۱۱            |
| مجارستان (۴۰ آهنگ رقص برتر)                     | ۳             |
| مجارستان (رادیوس تاپ ۴۰)                        | ۲۱            |
| مجارستان (۴۰ تک‌آهنگ برتر)                       | ۶             |
| مجارستان (۴۰ آهنگ جاری برتر)                    | ۲۷            |
| ایسلند (بیلبورد)                                | ۱۶            |
| ایسلند (پلوتوتیوندی)                            | ۷             |
| ایرلند (ایرما)                                  | ۴             |
| ایتالیا (فیمی)                                  | ۱۲            |
| ژاپن (۱۰۰ آهنگ داغ ژاپن)                        | ۵۷            |
| ایتوانی (آگاتا)                                 | ۷             |
| لوکزامبورگ (بیلبورد)                            | ۴             |
| ایرپلی مکزیک (بیلبورد)                          | ۳             |
| هلند (۴۰ آهنگ برتر)                             | ۲             |
| هلند (۱۰۰ تک‌آهنگ برتر)                          | ۶             |
| نیوزیلند (ریکوردد میوزیک ان‌زد)                  | ۲۱            |
| نروژ (وی‌جی-لیستا)                               | ۱۸            |
| پاناما (دیده‌بان لاتین)                          | ۸             |
| پرو (بیلبورد)                                   | ۲۴            |
| لهستان (۱۰۰ آهنگ برتر ایرپلی لهستان)            | ۳             |
| پرتغال (ای‌اف‌پی)                                 | ۵             |
| رومانی (پخش تلویزیونی رومانی)                   | ۷             |
| سنگاپور (آرآی‌ای‌اس)                              | ۱۳            |
| اسلواکی (بیلبورد)                               | ۵             |
| اسلواکی (رادیو – ۱۰۰ آهنگ برتر)                 | ۱             |
| اسلواکی (۱۰۰ تک‌آهنگ دیجیتال برتر)               | ۳             |
| آفریقای جنوبی (آرآی‌اس‌ای)                        | ۵۰            |
| کره جنوبی (گائون)                               | ۱۸۸           |
| اسپانیا (پروموزیکائه)                           | ۲۲            |
| سوئد (فهرست برترین‌های سوئد)                     | ۲۹            |
| سوئیس (شوایزر هیت‌پاراد)                         | ۳             |
| تک‌آهنگ‌های بریتانیا (اوسی‌سی)                     | ۷             |
| اروگوئه (دیده‌بان لاتین)                         | ۱۶            |
| بیلبورد هات ۱۰۰ ایالات متحده                    | ۲۱            |
| بزرگسالان معاصر ایالات متحده (بیلبورد)          | ۲۱            |
| ۴۰ تک‌آهنگ برتر بزرگسالان ایالات متحده (بیلبورد) | ۱۲            |
| ایرپلی رقص/میکس شو ایالات متحده (بیلبورد)       | ۳۰            |
| ۴۰ آهنگ برتر جریان اصلی ایالات متحده (بیلبورد)  | ۱۰            |
| ریتمیک ایالات متحده (بیلبورد)                   | ۳۶            |
| ویتنام (۱۰۰ آهنگ داغ ویتنام)                    | ۵۵            |

## گواهینامه‌ها
| منطقه                                                                            | گواهی     | واحد گواهی‌شده/فروش |
| -------------------------------------------------------------------------------- | --------- | ------------------ |
| استرالیا (آی‌اف‌پی‌آی استرالیا)                                                     | پلاتین    | ۷۰٬۰۰۰             |
| اتریش (فونوگرافی اتریش)                                                          | پلاتین    | ۳۰٬۰۰۰             |
| کانادا (میوزیک کانادا)                                                           | ۲× پلاتین | ۱۶۰٬۰۰۰            |
| دانمارک (آی‌اف‌پی‌آی)                                                               | طلا       | ۴۵٬۰۰۰             |
| فرانسه (اس‌ان‌ئی‌پی)                                                                | الماس     | ۳۳۳٬۳۳۳            |
| ایتالیا (اف‌آی‌ام‌آی)                                                               | ۲× پلاتین | ۲۰۰٬۰۰۰            |
| لهستان (زدپی‌ای‌وی)                                                                | طلا       | ۲۵٬۰۰۰             |
| پرتغال (انجمن صنفی گرامافون)                                                     | ۲× پلاتین | ۲۰٬۰۰۰             |
| اسپانیا (سازنده‌های موسیقی)                                                       | ۲× پلاتین | ۱۲۰٬۰۰۰            |
| بریتانیا (بی‌پی‌آی)                                                                | طلا       | ۴۰۰٬۰۰۰            |
| پخش جاری                                                                         |           |                    |
| یونان (آی‌اف‌پی‌آی یونان)                                                           | طلا       | ۱٬۰۰۰٬۰۰۰          |
| رقم فروش+پخش جاری تنها بر پایهٔ گواهی‌ها. · رقم فقط پخش جاری تنها بر پایهٔ گواهی‌ها. |           |                    |

## تاریخچه انتشار
| منطقه        | تاریخ       | فرمت                    | برچسب | م.     |
| ------------ | ----------- | ----------------------- | ----- | ------ |
| گوناگون      | ۴ مارس ۲۰۲۲ | دانلود دیجیتال پخش جاری | اپیک  | [ ۷۲ ] |
| ایتالیا      | ۴ مارس ۲۰۲۲ | رادیو برترین‌های معاصر   | سونی  | [ ۷۳ ] |
| ایالات متحده | ۷ مارس ۲۰۲۲ | رادیو بزرگسالان معاصر   | اپیک  | [ ۷۴ ] |
| ایالات متحده | ۸ مارس ۲۰۲۲ | رادیو برترین‌های معاصر   | اپیک  | [ ۷۵ ] |